# The Testament (album)
The Testament è il terzo album in studio del rapper statunitense Cormega, pubblicato nel 2005.
Il disco è stato registrato nel periodo 1996-1998, ma all'epoca non fu pubblicato.

## Tracce
1. Intro
2. 62 Pickup
3. One Love
4. Interlude
5. Angel Dust
6. Dead Man Walking
7. Montana Diary
8. Testament
9. Testament (Original Version)
10. Every Hood
11. Coco Butter
12. Killaz Theme
13. Love Is Love
14. Dead Man Walking 2